# Lettere (Platone)
Le Lettere di Platone sono una raccolta di 13 epistole, inserita da Trasillo al termine della nona e ultima tetralogia di dialoghi.
Al giorno d'oggi gli studiosi ritengono queste lettere spurie, con l'eccezione della Lettera VII e (talvolta) anche dell’VIII, che molti ritengono autenticamente di Platone; tuttavia, come scrive Mario Vegetti, a questo proposito «la questione è probabilmente indecidibile sul piano strettamente filologico».

## Argomenti
- Lettera I. Platone restituisce a Dionigi II il denaro prestatogli per tornare ad Atene dopo il suo terzo viaggio a Siracusa, e coglie l'occasione per trattare della situazione della città siciliana. Sicuramente apocrifa, questa lettera potrebbe essere in realtà un esercizio retorico.[3]
- Lettera II. Scritta negli anni tra il secondo e il terzo viaggio in Sicilia, è anch'essa destinata a Dionigi II, cui vengono dati alcuni consigli sulla situazione di tensione a Siracusa. È quasi sicuramente falsa.
- Lettera III. Destinata ancora a Dionigi II, è la risposta di Platone ad alcuni calunniatori: il filosofo elenca le sue principali azioni per migliorare la città.
- Lettera IV. Indirizzata a Dione, zio e successore di Dionigi, lo incoraggia a continuare la sua attività politica e a coltivare la virtù.
- Lettera V. Il destinatario è Perdicca III di Macedonia. Per temi e stile, la lettera sembra essere solo un'imitazione della prosa platonica.[4]
- Lettera VI. Destinata al tiranno Ermia di Atarneo e ai due discepoli Corisco ed Erasto.
- Lettera VII. La più lunga e senza dubbio la più interessante. Destinata ai familiari di Dione, contiene un autoritratto intellettuale del filosofo e un'importante testimonianza (auto)biografica. Dall'età contemporanea è ritenuta autentica.
- Lettera VIII. Anch'essa ritenuta da molti studiosi autentica e indirizzata ai familiari di Dione, contiene alcune riflessioni sulla situazione politica di Siracusa.
- Lettera IX. Destinata ad Archita di Taranto, è con ogni probabilità spuria.
- Lettera X. Breve messaggio indirizzato a uno sconosciuto amico di Dione, di nome Aristodoro.
- Lettera XI. Breve lettera destinata a un non bene identificato Laodamante.
- Lettera XII. Breve messaggio destinato ancora all'amico Archita.
- Lettera XIII. Indirizzata a Dionigi il Giovane, sembra avere carattere privato e contiene affermazioni in contrasto con la Lettera VII. Già Marsilio Ficino la considerò non autentica e la escluse dalla sua edizione in latino delle opere platoniche.[5]

## Lettera VII
Delle tredici lettere, quella che ha maggiormente destato interesse negli studiosi per i suoi contenuti filosofici è stata la Lettera VII, la più lunga e l'unica che si possa plausibilmente attribuire a Platone. Scritta dopo la morte di Dione (quindi dopo il 354 a.C.), e indirizzata ai suoi familiari a Siracusa, rappresenta un'importantissima fonte di informazioni sulla vita del filosofo e il suo stile filosofico. 
Platone descrive la sua passione giovanile per la politica, le cause del suo interesse per la filosofia e le motivazioni che lo spinsero a compiere tre viaggi in Sicilia. Particolare attenzione è data al ricordo delle fasi che caratterizzarono l'insuccesso dei suoi tentativi di instaurare nella città megalogreca un governo guidato da un re-filosofo, fallimenti dovuti alla difficile situazione politica con cui si dovette scontrare. Oltre a ciò, Platone dedica, in quella che viene spesso definita "digressione filosofica" (341a-345c), anche alcune pagine ad una critica della scrittura, che può essere messa in relazione con il mito di Theuth, descritto nel Fedro (274b-276a).

## Lettera VIII
Molti studiosi sostengono l'autenticità anche della Lettera VIII, sebbene l'interpretazione resti controversa. Dedicata anch'essa ai familiari di Dione e scritta in seguito alla sua morte, questa lettera descrive però una situazione politica differente da quella prospettata nella Lettera VII. In particolare, qui si parla di Ipparino, figlio di Dionisio I, il quale ha cacciato il tiranno Callippo ma è allo stesso tempo sotto la pressione di Dionigi II, che intende tornare in patria con le armi. 
Tutto ciò, dice Platone, va però a diretto vantaggio delle popolazioni confinanti, Fenici e Oschi, i quali potrebbero approfittare della situazione per invadere la Sicilia. La proposta di Platone è allora quella di salvaguardare l'indipendenza dell'isola istituendo un triregno, in cui a governare dovranno essere Ipparino, Dionigi II e il figlio del defunto Dione. Modello per i tre sovrani dovrà essere Licurgo, colui che formulò la legislazione di Sparta prevedendo due re che governano contemporaneamente ma limitati nei loro poteri dal senato e dagli èfori.

### Testo di riferimento
- (GRC) Platonis Epistulae, collana Bibliotheca Scriptorum Graecorum et Romanorum Teubneriana, recognovit Jennifer J. Moore-Blunt, Leipzig, B.G. Teubner, 1985.

### Edizioni italiane
- Lettere, a cura di Antonio Maddalena, collana Filosofi antichi e medievali, Bari, G. Laterza, 1948. [con un'Appendice, Esame critico delle Lettere, pp. 77-407]
- I Dialoghi, L'Apologia e le Epistole, collana Classici Rizzoli, versione e interpretazione di Enrico Turolla, Milano, Rizzoli, 1953, 1964.
- Lettere, collana Enciclopedia di autori classici, traduzione di Antonio Carlini, Prefazione di Giorgio Colli, Torino, Boringhieri, 1960. - Collana Piccola Enciclopedia, Milano, SE, 2019, ISBN 978-88-672-3481-3.
- Dialoghi politici e Lettere. Vol. secondo, a cura di Francesco Adorno, collana Classici della Filosofia, Torino, UTET, 1970.
- Lettere, collana I Classici della BUR, Premessa al testo, trad. e note di Piero Innocenti, Introduzione di Dario Del Corno, Milano, Rizzoli, settembre 1986. - I Grandi Classici Latini e Greci, Milano, Fabbri Editori, 1994.
- Lettere, in:  Tutte le opere. Volume quinto, a cura di Enrico V. Maltese, collana Grandi Tascabili Economici, con un saggio di Francesco Adorno, Roma, Newton Compton, 1997.
- Lettere, a cura di Margherita Isnardi Parente, collana Scrittori greci e latini, traduzione di Maria Grazia Ciani, Milano, Fondazione Lorenzo Valla-Arnoldo Mondadori Editore, settembre 2002, ISBN 88-04-50666-0. - Collezione I Classici del Pensiero n.2, Milano, Mondadori, aprile 2008.

### Studi
- Giorgio Pasquali, Le Lettere di Platone, collana Studi filosofici, Firenze, F. Le Monnier, 1938. - Premessa di Giovanni Pugliese Carratelli, Collezione La civiltà europea, Firenze, Sansoni, 1967; Collezione La Quarta Prosa, Vicenza, Neri Pozza, 2024, ISBN 978-88-545-2914-4.
- Margherita Isnardi Parente, Filosofia e politica nelle Lettere di Platone, Napoli, Guida, 1970.